# Saint-Eutrope-de-Born
Saint-Eutrope-de-Born é uma comuna francesa na região administrativa da Nova Aquitânia, no departamento Lot-et-Garonne. Estende-se por uma área de 37,13 km². Em 2010 a comuna tinha 696 habitantes (densidade: 18,7 hab./km²).